# Chaetopsis armaticornis
Chaetopsis armaticornis är en tvåvingeart som först beskrevs av Malloch 1933.  Chaetopsis armaticornis ingår i släktet Chaetopsis och familjen fläckflugor. Inga underarter finns listade i Catalogue of Life.